# Roxane Griff
Roxane Griff est une jument de course trotteur français née en 2005, par Ténor de Baune et Julia Mesloise.

## Carrière de course
Championne attelé-monté, Roxane Griff est la jument la plus riche de l'histoire des courses françaises, avec plus de 3 millions d'euros de gains. D'une rare longévité, sa carrière se déroule de 3 à 10 ans, âge auquel elle parvient à remporter son deuxième Prix de Cornulier. C'est d'abord dans la discipline du trot monté qu'elle s'affirme au plus haut niveau à 4 ans, mais cette jument tardive ne dévoilera l'amplitude de ses moyens qu'à partir de 6 ans, dans les deux disciplines. 

### Palmarès

#### Attelé
- Prix de Paris (Gr.1, 2012)
- Prix de Bretagne (Gr.2, 2012)
- Prix Jean-Luc Lagardère (Gr.2, 2011, 2012)
- Prix de La Haye (Gr.2, 2011)
- 2e Grand Prix d'Amérique (Gr.1, 2012)
- 2e Prix René Ballière (Gr.1, 2012)
- 2e Prix de l'Atlantique (Gr.1, 2012)
- 2e Prix Jockey (Gr.2, 2010)
- 2e Prix de Bretagne (Gr.2, 2011)
- 2e Prix de Belgique (Gr.2, 2012)
- 2e Prix d'Été (Gr.2, 2012)
- 3e Grand Prix de Paris (Gr.1, 2014)
- 3e Prix du Bourbonnais (Gr.2, 2011
- 3e Prix Kerjacques (Gr.2, 2012, 2013)
- 3e Prix des Ducs de Normandie (Gr.2, 2013
- 3e Prix Jean-Luc Lagardère (Gr.2, 2013)

#### Monté
- Prix de Cornulier (Gr.1, 2014, 2015)
- Prix de l'Île-de-France (Gr.1, 2014)
- Prix Reynolds (Gr.2, 2013)
- Prix Guillaume de Bellaigue (Gr.2, 2014)
- Prix Théophile Lallouet (Gr.2, 2014)
- 2e Prix Paul Bastard (Gr.2, 2010)

## Au haras
Devenue poulinière, Roxane Griff donne naissance le 16 février 2017 à Hermès Griff, son premier produit, un fils de Ready Cash. Elle donne naissance le 11 février 2018 à Ixana Griff, fille de Love You.
Production:
- 2017: Hermès Griff 1'14 (m. Ready Cash)
- 2018: Ixana Griff (f. Love You)
- 2019: Jaguar Griff (m. Love You)
- 2020: Kaiser Griff (m. Face Time Bourbon)
- 2021: Lancelot Griff. (m. Follow You)

## Origines
| Origines de Roxane Griff, femelle, alezane. | Origines de Roxane Griff, femelle, alezane. | Origines de Roxane Griff, femelle, alezane. | Origines de Roxane Griff, femelle, alezane. |
| ------------------------------------------- | ------------------------------------------- | ------------------------------------------- | ------------------------------------------- |
| Père Ténor de Baune                         | Le Loir                                     | Chambon P                                   | Kerjacques                                  |
| Père Ténor de Baune                         | Le Loir                                     | Chambon P                                   | Plombière P                                 |
| Père Ténor de Baune                         | Le Loir                                     | Chérie du Loir                              | Oraki                                       |
| Père Ténor de Baune                         | Le Loir                                     | Chérie du Loir                              | O Ma Fleur                                  |
| Père Ténor de Baune                         | Colivette                                   | Pacha Grandchamp                            | Fandango                                    |
| Père Ténor de Baune                         | Colivette                                   | Pacha Grandchamp                            | Atalante de Grandchamp                      |
| Père Ténor de Baune                         | Colivette                                   | Olivette J                                  | Chardonneret                                |
| Père Ténor de Baune                         | Colivette                                   | Olivette J                                  | Bizut                                       |
| Mère Julia Mesloise                         | Sancho Pança                                | Chambon P                                   | Kerjacques                                  |
| Mère Julia Mesloise                         | Sancho Pança                                | Chambon P                                   | Plombière P                                 |
| Mère Julia Mesloise                         | Sancho Pança                                | Dulcinée                                    | Kalmia II                                   |
| Mère Julia Mesloise                         | Sancho Pança                                | Dulcinée                                    | Roche                                       |
| Mère Julia Mesloise                         | Éva Mesloise                                | Noble Atout                                 | Ura                                         |
| Mère Julia Mesloise                         | Éva Mesloise                                | Noble Atout                                 | Tierce d'Atout                              |
| Mère Julia Mesloise                         | Éva Mesloise                                | Tobole du Vivier                            | Buffet II                                   |
| Mère Julia Mesloise                         | Éva Mesloise                                | Tobole du Vivier                            | Obole du Vivier                             |